# Queijeiro
Queijeiro (llamada oficialmente San Xurxo de Queixeiro) es una parroquia del municipio de Monfero, en la provincia de La Coruña, Galicia, España.

## Entidades de población
Entidades de población que forman parte de la parroquia (entre paréntesis el nombre oficial y en gallego si difiere del nombre en español):
- Cabana (A Cabana)
- Campos (Os Campos)
- Os Castiñeiros
- Castro (O Castro)
- Cortizas (As Cortizas)
- Hermida (A Ermida)
- A Fonte
- O Gandarón
- O Gaspalledo
- A Gulpilleira
- Leguas (As Leguas)
- O Lote
- Piñeiro (O Piñeiro)
- Prada (A Prada). En el noménclator aparece A Prada Grande y A Prada Pequena.
- Primoy (Primoi)
- O Pulín
- Queijeiro (Queixeiro)
- Torre de San Bartolomé (A Torre de San Bartolomeu)
- Villafaíl (Vilafaíl)
- Viñas
- Vite

## Despoblados
- Redondo (O Redondo)
- Rodeiro (O Rodeiro)

## Demografía
| Gráfica de evolución demográfica de Queijeiro entre 2000 y 2018 |
|                                                                 |
| Población de derecho según el padrón municipal del INE          |